# Melanolophia carbonata
Melanolophia carbonata är en fjärilsart som beskrevs av Samuel E. Cassino och Louis W. Swett 1923. Melanolophia carbonata ingår i släktet Melanolophia och familjen mätare. Inga underarter finns listade i Catalogue of Life.